# Дмитриев, Андрей Михайлович
Андрей Михайлович Дмитриев (1878—1946) — российский и советский учёный-растениевод, один из основоположников луговодства в России и СССР. Возглавлял первое в СССР научно-исследовательское учреждение по изучению лугов — Государственный луговой институт (ныне ВНИИ кормов им. В. Р. Вильямса), основатель первой в СССР кафедры луговодства.
Доктор сельскохозяйственных наук, профессор Московской сельскохозяйственной академии имени К. А. Тимирязева и Московского зоотехнического института.

## Биография
Родился 18 (30) декабря 1878 года в Рыбинске. С 1888 года учился в Рыбинской классической гимназии, после окончания которой в 1897 году поступил в Императорский Санкт-Петербургский университет на естественное отделение физико-математического факультета. Специализировался по ботанике у Х. Я. Гоби, Г. И. Танфильева, Д. И. Ивановского. К моменту окончания университета в 1901 году, он одновременно прослушал полный курс агрономии у А. В. Советова.
Ещё в студенческие годы А. М. Дмитриев активно участвовал в флористических и геоботанических экспедициях. В дальнейшем он занялся исследованием естественных кормовых угодий (главным образом нечерноземья), которые способствовали формированию холмогорского крупного рогатого скота и романовской породы овец. Он впервые выявил связь между породными качествами романовской овцы и количеством ценных кормовых в травостое пастбищ этих овец.
Работая в 1901—1907 годах инспектором по луговодству от Департамента земледелия в Ярославской губернии, он организовывал экспедиции и изучение естественной кормовой площади северной и центральной части Европейской России. Полученные данные легли в основу исследовательской работы по луговодству. В 1902 году он опубликовал список грибов-паразитов, встречающихся в Ярославской губернии. В 1907—1910 годах Дмитриев работал в Ярославском губернском земстве, а также был председателем Ярославского общества изучения местного края.
В течение 1911—1914 годов неоднократно выезжал в научные командировки, посетил Германию, Швецию, Данию, США. С 1912 года, по приглашению В. Р. Вильямса, был помощником по организации Высших курсов по луговодству при Московском сельскохозяйственном институте; в 1913—1922 годах был на этих курсах помощником директора и лектором по луговодству. В 1914 году он опубликовал учебник «Луговодство», который был подготовлен по опыту использования сенокосов и пастбищ в России.
Совместно с В. Р. Вильямсом в 1914 году он открыл в Качалкино (ныне микрорайон Луговая города Лобни) опытную станцию по изучению кормовых растений и кормовой площади, на базе которой в 1922 году было организовано первое в СССР научное учреждение по луговодству — Государственный луговой научно-исследовательский институт, директором которого Дмитриев состоял до 1930 года. Институт стал научно-методическим центром исследовательской работы по луговодству и луговедению. А. М. Дмитриев был директором института до 1930 года, когда он был реорганизован во Всесоюзный научно-исследовательский институт кормов.
Также в 1916—1923 годах А. М. Дмитриев был профессором кафедры луговодства Голицынских высших сельскохозяйственных курсов. С 1916 года читал курс луговодства в Московском сельскохозяйственном институте и с 1922 года был профессором Московской сельскохозяйственной академии — до своей смерти в 1946 году. Одновременно, в 1930—1936 годах он был профессором и заведующим кафедрой кормодобывания Московского зоотехнического института, а в 1932—1941 годах — профессором луговодства в Московской промышленной академии им. И. В. Сталина.
С 1936 года — доктор сельскохозяйственных наук.
Профессор А. М. Дмитриев разработал классификацию луговых угодий нечернозёмной зоны, систему мер по улучшению кормовой базы в зависимости от специфики различных зон СССР. Он являлся сторонником введения лугово-пастбищных севооборотов и обязательного регулирования пастьбы. По оценке доктора сельскохозяйственных наук, профессора ВНИИ кормов им. В. Р. Вильямса А. А. Кутузовой, его «государственное мышление, стойкие позиции в решении научных и практических задач внесли неоценимый вклад не только в развитие отечественного луговодства. Вместе с академиком В. Р. Вильямсом он заложил основы кормопроизводства, ставшего в современных условиях важнейшей отраслью сельского хозяйства, определяющей эффективность животноводства и экологическую устойчивость агроландшафтов во всех зонах страны».

Могила А. М. Дмитриева

Умер 25 июля 1946 года в Москве после тяжёлой болезни. Похоронен на кладбище в Тимирязевском парке.

## Труды
Область научных интересов А. М. Дмитриева — практическая сельскохозяйственная ботаника, в частности изучение многолетней травянистой растительности лугов и кормовых трав. Он опубликовал свыше 200 печатных работ. Его первый учебник по луговодству (582 страниц), изданный в 1914 году был основным пособием в течение 20 лет. Вышедший в 1941 году новый учебник «Луговодство с основами луговедения» трижды переиздавался, был переведён на иностранные языки. За второе издание (в 1948 году) он был удостоен Сталинской премии.
Некоторые публикации:
- Значение покосов и пастбищ Романовского уезда Ярославской губернии для местного овцеводства // «Сельское хозяйство и лесоводство», 1902, № 1—3.
- Луга Холмогорского района: естественные условия холмогорского скотоводства. — СПб., 1904. — 96 с. — (Издание Петербургского собрания сельских хозяев).
- Луга, их улучшение и возделывание. — СПб.: типография товарищества «Общественная польза», 1911. — 32 с. — (Народные сельскохозяйственные чтения; № 10). — Бесплатное приложение к журналу «Земледелец»
- Организация и культура кормовой площади в Финляндии и Прибалтийском крае: из отчета по поездке правительственных специалистов по луговодству / сост. старший спец. А. М. Дмитриев. — СПб., 1912. — 127 с.
- Удобрение лугов и луговое травосеяние: из бесед с крестьянами: с 12 рисунками. Народная сельскохозяйственная библиотека им. И. М. Гедеонова. — Изд. 3-е доп. — СПб., 1913. — 46 с. — (Сельский труд).
- Улучшение лугов и луговое травосеяние. — СПб., 1913
- Кормовые растения в хозяйствах и на опытных станциях Северной Америки / А. М. Дмитриев, П. П. Маркович, А. Х. Роллов, В. Н. Штейн; сост. А. М. Дмитриев; ГУЗ и З. Деп. зем. — Петроград: тип. В. Ф. Киршбаума, 1915. — 147 с.
- Луговые земли, луговые мелиорации и луговодство. — М., 1923
- Азбука луговодства. — Изд. 2-е, испр. и доп. — М.-Л.: «Новая деревня», 1925. — 49 с.
- Дмитриев А. М., Харченко В. А. Кормодобывание. — М., 1934.
- Луговодство с основами луговедения: Главное управление вузов и техникумов Наркомзема СССР допущено в качестве учебного пособия для зоотехнических институтов и факультетов. — М.: Сельхозгиз, 1941. — 352 с. — (Учебники и учебные пособия для сельскохозяйственных вузов)
- Опыт улучшения лугов и пастбищ. — М., 1945.

## Награды
- Сталинская премия (1949, за учебное пособие «Луговодство с основами луговедения», 2 изд., 1948)[3].
- Медаль «За трудовое отличие» (06.12.1940) — «в ознаменование 75-летнего юбилея Московской ордена Ленина Сельскохозяйственной Академии имени К. А. Тимирязева, за выдающиеся заслуги в деле развития сельскохозяйственных наук и подготовки высококвалифицированных специалистов сельского хозяйства»